# دانشگاه آزاد اسرائیل
دانشگاه آزاد اسرائیل (در عبری: האוניברסיטה הפתוחה) دانشگاهی دولتی است که مرکز آن در شهر رعانانا در کشور اسرائیل واقع شده‌است.  این دانشگاه یکی از ده دانشگاه عمومی در اسرائیل است که توسط شورای آموزش عالی (CHE) شناخته شده است. دانشگاه آزاد  برای ورود به مقاطع کارشناسی ارشد نیازی به گواهی تحصیلی، آزمون روانسنجی یا سایر آزمون‌های ورودی ندارد. دانشگاه آزاد از سال‌ها پیش در اسرائیل برپا گردیده و دانشجویان آن از طریق مکاتبه به تحصیل علم مشغول هستند. این دانشگاه هم‌اکنون حدود ۳۰ هزار نفر در سراسر کشور دانشجو دارد که در رشته‌های گوناگون از تاریخ تا علوم مشغول تحصیل هستند.
روش‌های آموزش دانشگاه  آزاد عمدتاً بر پایه فناوری‌های آموزش از راه دور است و امکان جلسات آموزشی حضوری نیز وجود دارد. دانشگاه دارای دانشکده‌ها در شهرهای رعنانا، تل‌آویو، اورشلیم، حیفا، بئرشبا، گیوات حویوا و ناصره است، به علاوه حدود پنجاه مرکز مطالعاتی در سراسر کشور وجود دارد. بیشتر دانشجویان از خانه‌های خود در اسرائیل و سراسر جهان به صورت دوره‌ای درس می‌خوانند. مانند دیگر موسسات آموزش عالی، فارغ‌التحصیلی از دانشگاه باز وابسته به تحقق موفقیت در انجام الزامات درجه تحصیلی است؛ همچنین مهارت زبان انگلیسی نیز الزامی است. دانشگاه مقطع کارشناسی، برنامه‌های مقاطع کارشناسی ارشد و برنامه دکتری در آموزش: فناوری‌ها در سیستم‌های یادگیری ارائه می‌دهد. الزامات پذیرش برای برنامه‌های کارشناسی ارشد مشابه به بیشتر دانشگاه‌ها است.

### تاریخچه
در سال ۱۹۷۱، کمیته‌ای توسط شورای آموزش عالی تشکیل شده و تحت ریاست آقای شنیور لیفسون، پیشنهاد برای تأسیس یک دانشگاه آزاد، بر پایه مدل دانشگاه آزاد انگلستان، ارائه کرد. بنیاد ادموند دو روتشچیلد (اسرائیل) این ایده را تأیید کرد و پیشنهاد کرد که هزینه تأسیس آن را تأمین کند، بر اساس توصیه یک کمیته از متخصصان به ریاست آقای ویلبر شرام از دانشگاه استنفورد. این پیشنهاد به وزیر آموزش و فرهنگ آن زمان، یگال آلون معرفی شد. زیر رهبری او، در سال ۱۹۷۳، دولت و شورای آموزش عالی تصمیم به تأسیس "دانشگاه برای همه" گرفتند. در سال ۱۹۸۸، دانشگاه نام خود را از "دانشگاه هرکس" به "دانشگاه آزاد اسرائیل" تغییر داد. در سال ۱۹۷۶، دانشگاه آزاد از مقر خود در رمات آویو شروع به فعالیت کرد، با ثبت نام ۲٬۲۶۷ دانشجو. ابتدا پنج دوره ارائه شد. دانشگاه ۱۳۰ کارمند داشت، شامل نه اعضای هیات علمی ارشد و ۳۱ اعضای هیئت تدریس (شامل هماهنگ‌کنندگان دوره و مربیان). یک توافقنامه امضا شده در سال ۱۹۹۵ بین دانشگاه و شهرداری رعنانا منجر به ساخت محوطه دوروتی دو روتشچیلد شد. در سال ۲۰۰۴، ساختمان تکمیل شد و مقر اصلی دانشگاه به محوطه جدید در رعنانا منتقل شد.

### برنامه تحصیلی

#### بخشهای علمی
- تاریخ، فلسفه و مطالعات یهودی
- زبان، ادبیات و هنرها
- ریاضیات و علوم کامپیوتر
- علوم طبیعی و علوم زیستی
- مدیریت و اقتصاد
- جامعه‌شناسی، علوم سیاسی و ارتباطات
- آموزش و روانشناسی

#### روش تدریس
در دانشگاه آزاد اسرائیل، تحصیلات به سیستم درس به درس، نه به صورت سالیانه یا بر اساس برنامه‌ها، ساختاردهی می‌شود، برخلاف دانشگاه‌های سنتی. تمام درس‌ها برای مطالعه مستقل طراحی شده‌اند و از کتاب‌های درسی و مواد آموزشی آنلاین تولید شده به‌طور خاص برای دانشگاه باز استفاده می‌کنند. وب‌سایت‌های درس حاوی مواد آموزشی اضافی، ابزارهای فناوری، و انجمن‌ها برای مشاوره با اعضای هیئت علمی و دیگر دانشجویان می‌باشند. دانشجویان می‌توانند گزینه حضور در کلاس‌های حضوری یا آنلاین برای مرور مطالب درسی را داشته باشند. هماهنگ‌کنندگان درس مدیریت تمام جنبه‌های درس‌هایی که تدریس می‌کنند را شامل توسعه تکالیف و امتحانات و نظارت بر وب‌سایت‌های درس می‌کنند. مربیان مواد را در کلاس‌های تمرین هفتگی یا دو هفته‌ای بررسی و نمره‌دهی می‌کنند.

#### برنامه های تحصیلی
در دانشگاه آزاد  اسرائیل، دروس به برنامه‌های تحصیلی تقسیم می‌شوند. برای فارغ‌التحصیلی، دانشجویان باید تعداد کاملی از واحدهای درسی لازم برای دریافت مدرک را جمع آوری کنند (معمولاً ۱۲۰ واحد). دانشگاه آزاد  اسرائیل برنامه‌های کارشناسی، کارشناسی ارشد، دکتری و دیپلم ارائه می‌دهد. دانشجویان می‌توانند به دنبال دریافت یک مدرک کلی در رشته‌های علوم انسانی یا علوم اجتماعی باشند، یا مدرک در یک رشته خاص را پیگیری کنند. در اکثر رشته‌ها، مدارک به صورت تک‌رشته‌ای یا دوگانه‌رشته‌ای ارائه می‌شوند. در حال حاضر، دانشگاه آزاد  اسرائیل یک برنامه دکتری ارائه می‌دهد.

#### انتقال به دیگر دانشگاه ها
یک برنامه انتقال واحدهای تحصیلی، همراه با دانشگاه‌های برجسته دیگر اسرائیل، به دانشجویان امکان می‌دهد که تحصیلات خود را در دانشگاه آزاد اسرائیل آغاز کنند بدون نیاز به شرایط ورودی و نشان دهند که در تحصیلات خود موفقیت‌هایی کسب کرده‌اند. دانشجویانی که با موفقیت یک گروه از دروس دانشگاه آزاد اسرائیل را به تعداد واحدهای مشخصی (بر اساس نیازهای خاص برنامه تحصیلی) تکمیل کنند، معمولاً به عنوان دانشجویان انتقالی به هر دانشگاه سنتی در اسرائیل پذیرفته می‌شوند.

### دانشجویان
در حال حاضر بیش از ۵۰,۰۰۰ دانشجو در دانشگاه  آزاد اسرائیل ثبت نام کرده‌اند. علاوه بر جمعیت معمول دانشجویی، دانشگاه  آزاد اسرائیل به دلیل سیستم مطالعاتی انعطاف‌پذیر و تمرکز بر پشتیبانی دانشجویان، جوامع با منابع کمتر را جذب کرده است. دانشگاه  آزاد اسرائیل مورد علاقه دانشجویان بالغ است که تحصیلات خود را با کار تمام‌وقت ترکیب می‌کنند، دانشجویان دبیرستانی که در دوره‌های دانشگاهی به جای درس‌های دبیرستانی از طریق برنامه آکادمیا در دبیرستان شرکت می‌کنند، و وظیفه‌مندانی که تحصیلات دانشگاهی خود را با خدمت نظامی ترکیب می‌کنند. علاوه بر این، دانشگاه سیستم‌های پشتیبانی دارد تا به دانشجویانی که از خارج از کشور درس می‌خوانند و دانشجویان با ناتوانی‌های جسمی کمک کند.

#### انجمن دانشجویان
انجمن دانشجویان دانشگاه  آزاد اسرائیل خدمات و فعالیت‌های مختلفی را ارائه می‌دهد تا تجربه دانشجویان متنوع خود را بهبود بخشد. بخش تحصیلات این انجمن چندین پروژه را برای حمایت از دانشجویان در مطالعاتشان اجرا کرده است. بخش معافیت‌های تحصیلی و مشارکت اجتماعی تشویق به داوطلبی در سازمان‌های غیرانتفاعی مانند انجمن سلامت روانی سهر و سازمان کمک‌های انسانی لاتت را ترویج می‌کند. این انجمن تلاش می‌کند که فعالیت‌های خود را به نیازهای جامعه دانشجویی تنظیم کند.